# Klemens Jerka
Klemens Jerka, ps. „Podkowa” (ur. 23 listopada 1896 w Rudzie, zm. 26 lutego 1945 w Hamburgu) – rolnik, kapitan pożarnictwa, działacz samorządowy i niepodległościowy.

## Życiorys
Urodził się 23 listopada 1896 w Rudzie, parafia Zieluń, obecnie gmina Lubowidz, powiat żuromiński, województwo mazowieckie. Syn Wincentego (1859–1925) i Elżbiety z Kuczmarskich (1874–1958), brat Marianny (1898–1986) i Bernarda (ur. 1900). Rolnik w Lubowidzu, powiat mławski. Dzięki staraniom rodziców zdobył średnie wykształcenie – ukończył Gimnazjum Polskie w Płocku. W 1912 (podczas nauki w gimnazjum) należał do pierwszego zastępu skautowego „Orłów”, w którym był także przyszły poeta Władysław Broniewski. Przez dwa lata studiował w szkole technicznej w Warszawie. Jako ochotnik wziął udział w wojnie polsko-bolszewickiej (1920). Po jej zakończeniu był radnym gminnym w Lubowidzu i powiatowym w Mławie. Działał w Towarzystwie Rolniczym, Kółku Rolniczym, Kasie Stefczyka. Prowadził własny młyn i był sekretarzem Powiatowego Komitetu Przysposobienia Wojskowego i Wychowania Fizycznego oraz członkiem komisji rewizyjnej Polskiej Organizacji Wojskowej w Mławie. Związał się zawodowo z pożarnictwem, był naczelnikiem OSP w Lubowidzu. Od 1929 był oficerem, a od następnego roku - instruktorem powiatowym w Mławie. Jako instruktor powiatowy w 1932 trafił do Sandomierza, gdzie piastował m.in. funkcję komendanta Ochotniczej Straży Pożarnej. 
Po wybuchu II wojny światowej działał w konspiracji niepodległościowej. Jesienią 1939 był współorganizatorem konspiracyjnej organizacji Polska Organizacja Wojskowa, która działała na terenie Sandomierza i skupiała żołnierzy 2 Pułku Piechoty Legionów. W 1940 nawiązał kontakt z ZWZ w Ostrowcu Świętokrzyskim i zorganizował komendę obwodu ZWZ-AK Sandomierz „Wyżyny” organizując terenowe struktury ZWZ na terenie powiatu. W latach 1941–1942 pełnił funkcję szefa referatu I Organizacyjnego Komendy Obwodu ZWZ-AK na terenie powiatu. Pełnił funkcję komendanta lokalnych struktur Strażackiego Ruchu Oporu „Skała”.
8 marca 1944 został aresztowany przez Gestapo i osadzony na zamku w Sandomierzu. Następnie został wywieziony do KL Auschwitz-Birkenau. Jak podaje muzeum Auschwitz do obozu przybył 28 lipca 1944. Później przebywał w KL Neuengamme (nr więźnia 47975) i w obozie zewnętrzny w Hamburgu. Tam zmarł 26 lutego 1945. Pochowany na Hamburskim cmentarzu Ohlsdorf (położenie grobu: Bp 74-52-29). Według innej wersji Klemens Jerka zginął w 1945 na Morzu Bałtyckim, podczas ewakuacji obozu, gdy Alianci zbombardowali statki z więźniami.

## Ordery i odznaczenia
- Brązowy Krzyż Zasługi (22 stycznia 1930)[3]
- Srebrny Medal „Za Zasługi dla Pożarnictwa” (1939)[11]